# Maria José Rangel de Mesquita
Maria José Reis Rangel de Mesquita (Lisboa, 10 de Janeiro de 1965) é uma jurista portuguesa, antiga Juíza Conselheira do Tribunal Constitucional e Professora da Universidade de Lisboa.

## Carreira
Maria José Rangel de Mesquita é Licenciada em Direito pela Faculdade de Direito da Universidade Católica Portuguesa (1987), e Mestre em Direito (1993), Doutora em Direito (2005) e Agregada em Direito (2012) pela Faculdade de Direito da Universidade de Lisboa.
Maria José Rangel de Mesquita exerce funções docentes na Faculdade de Direito da Universidade de Lisboa desde 1994, actualmente como Professora Associada com Agregação.

## Magistratura
Em 29 de Junho de 2012 foi eleita Juíza Conselheira do Tribunal Constitucional pela Assembleia da República por maioria qualificada (superior a 2/3 dos votos), conforme previsto pela Constituição, tendo a votação secreta registado 156 votos a favor, 39 votos brancos e 12 votos nulos.
Em 12 de Julho de 2012, no Palácio de Belém, foi-lhe conferida pelo Presidente da República Aníbal Cavaco Silva a posse como Juíza Conselheira do Tribunal Constitucional para um mandato de 9 anos, que cessou em 12 de outubro de 2021.